# Circello
Circello község (comune) Olaszország Campania régiójában, Benevento megyében.

## Fekvése
A megye északi részén fekszik, 70 km-re északkeletre Nápolytól, 25 km-re északra a megyeszékhelytől. Határai: Campolattaro, Castelpagano, Colle Sannita, Fragneto l’Abate, Morcone, Reino és Santa Croce del Sannio

## Története
Egyes történészek véleménye szerint az ókori szamnisz település Vercellum helyén alakult. A mai település első említése a normann időkből származik, amikor megépítették erődjét. A következő századokban nemesi birtok volt. A 19. században nyerte el önállóságát, amikor a Nápolyi Királyságban felszámolták a feudalizmust.

## Népessége
A népesség számának alakulása:

## Főbb látnivalói
- Castello Ducale (a település vára)
- San Nicola-templom